# Internetkunst
Internetkunst is kunst die speciaal gemaakt is voor het internet. 

## Kenmerken
Deze kunstvorm kenmerkt zich vooral door interactiviteit.
Afbeeldingen, teksten, bewegingen en geluiden die door kunstenaars bijeen zijn gebracht, kunnen door de beschouwer worden aangestuurd waardoor deze hun eigen mediamontages creëren. Internetkunst omzeilt het traditionele domein van de galerijen en musea.
De maker van internetkunst heeft te maken met een groot aantal technische en andere factoren die specifiek zijn voor internet, zoals compatibiliteit van software, plugins, resoluties en bandbreedte.
De interactie met de beschouwer is essentieel, anders dan bij andere kunstvormen. Beschouwers worden dikwijls tevens makers. Internetkunst is dus duidelijk te onderscheiden van kunst die op internet gepresenteerd wordt.
Internetkunst kan ook buiten het internet zelf plaatsvinden. Zo kan een artiest specifieke internettradities in een project buiten het internet zelf gebruiken.

## Oorsprong en geschiedenis
Internetkunst vindt haar oorsprong in verschillende artistieke bewegingen, zoals Dada; situationisme, fluxus, cinematografie en happenings.
De historische context van deze kunstvorm is sterk gekenmerkt door revaluatie.
De Amsterdamse critica Josephine Bosma kent aan de internetkunst vijf generaties toe.
Waarbij de eerste generatie nog niet werkte met het internet zoals we dat nu kennen, maar met andere vormen van elektronische communicatie (zoals de fax).
Met de verspreiding van de desktopcomputer in de jaren 80 en de opkomst van het web in de jaren 90, ontwikkelde er zich een breder spectrum aan kunstenaars.